# Hans-Heinrich Beisenkötter

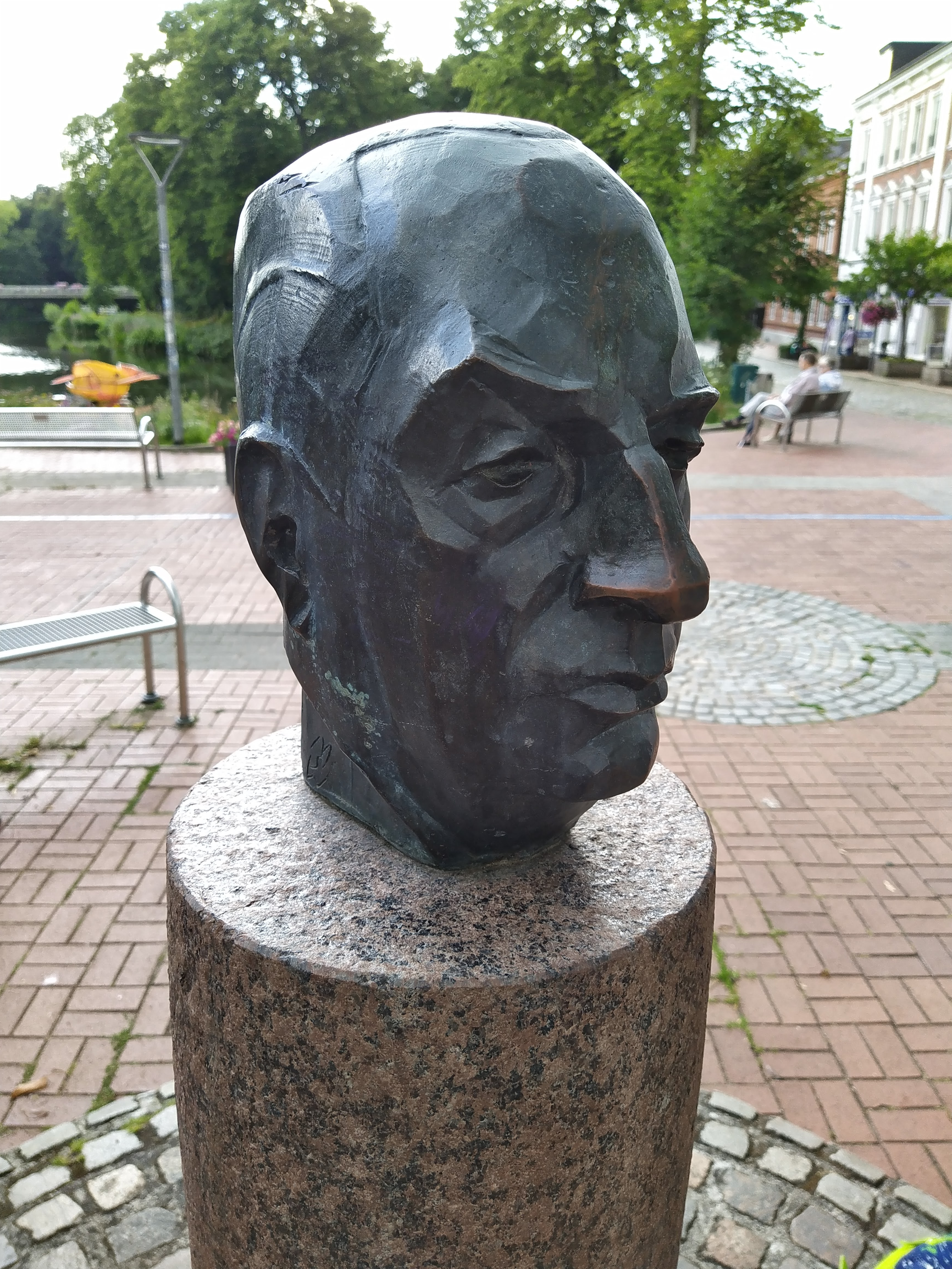
Hans-Heinrich-Beisenkötter-Büste in Rendsburg

Hans-Heinrich Beisenkötter (* 14. Mai 1921 in Lübeck; † 2005) war ein parteiloser deutscher Kommunalpolitiker, der von 1957 bis 1981 als Bürgermeister der schleswig-holsteinischen Stadt Rendsburg amtierte.

## Leben
Als 14-Jähriger kam Beisenkötter mit seiner Familie nach Rendsburg, erwarb an der dortigen Herderschule das Abitur und wurde danach zur Wehrmacht eingezogen. Nach dem Zweiten Weltkrieg studierte er von 1946 bis 1949 Jura in Münster und arbeitete nach erfolgreichen Examina ab 1954 als Stadtsyndikus unter dem Rendsburger Bürgermeister Heinrich de Haan. Nach dessen überraschendem Tod sollte die Stelle schnell neu besetzt werden. Die Ratsversammlung verzichtete mehrheitlich auf eine öffentliche Ausschreibung und nominierte den parteilosen (aber der CDU nahestehenden) Beisenkötter für die Wahl. Dabei wurde die SPD-Fraktion überstimmt und nahm aus Protest an der offiziellen Bürgermeisterwahl nicht teil. So erfolgte die Berufung Beisenkötters ohne Gegenstimme. 
Vor dem Rendsburger Stadttheater, das sich am Hans-Heinrich-Beisenkötter-Platz befindet, erinnert eine von Manfred Sihle-Wissel geschaffene Büste an Beisenkötter.
Beisenkötter wurde mit dem Verdienstorden der Bundesrepublik Deutschland ausgezeichnet. Für seine Verdienste um die deutsch-dänische Verständigung erhielt er zudem das Ritterkreuz des Dannebrogordens.